# Nototeniowce
Nototeniowce (Notothenioidei) - podrząd ryb okoniokształtnych.
Obejmuje 5 rodzin:
- Bathydraconidae
- Bovichthyidae — kłujkowate
- Channichthyidae — bielankowate
- Harpagiferidae — rogownikowate
- Nototheniidae — nototeniowate